# Castilleja ctenodonta
Castilleja ctenodonta är en snyltrotsväxtart som beskrevs av Eastwood. Castilleja ctenodonta ingår i släktet målarborstar, och familjen snyltrotsväxter. Utöver nominatformen finns också underarten C. c. altorum.